# احمد محمود رباطی
احمد محمود رباطی زاده ۱۳۳۴ نصیرآباد ، سیاست‌مدار، نماینده سابق دورهٔ سوم مجلس شورای اسلامی در حوزه انتخابیه شهرستان شهریار و رباط کریم بود.